# Ильясово
Ильясово — деревня сельского поселения Астаповское в Луховицком муниципальном районе Московской области. До 2004 года Ильясово относилось к Городнянскому сельскому округу. Деревня совсем небольшая — по данным 2006 года в ней живёт всего лишь 6 человек.
Деревня расположена на правом берегу реки Осётр, впадающей в Оку. В деревне имеется улица с названием Молодёжная. Ближайшие к Ильясово населённые пункты Берхино и Власьево, находящиеся в 2—2,5 км от деревни.

## История
Село Ильясово известно по крайней мере с XVI века. В разных писцовых книгах 1594—1598 годов упоминаются следующие землевладельцы, земли которых относились к Перевицкому стану:
- Власьев Иван Иванов, Власьев Никита Иванов, Кошелевы Гавриил и Александр Ивановы, Мотякин Иван Михайлов, приписанные к сельцам Ильясово и Власьево (участки располагались на речке Осетре)
- Мотякин Иван Иванов, Мотякина вдова Марья Фёдорова жена с сыном Григорием, приписанные к сельцу Ильясово (участки располагались на Мордвинском враге)
- Мотякины Михаил Иванов с детьми Гавриилом и Петром (участки и на речке Осетре, и на Мордвинском враге)[1]

## Природа
Деревня находится на правом берегу реки Осётр, расстояние от домов до самой реки порядка 300 м. Рядом в 2 км от деревни находится и сама река Ока. Река Осётр интересна для рыбалки в своём нижнем течении, в том числе и возле Ильясово — удочкой можно ловить леща и плотву, спиннингом — щуку, жереха, голавля и язя.
Река также используется для сплава на байдарках. Рядом с деревней Ильясово находится турбаза «Сатурн» ОАО РПЗ. На реке возле Ильясово находится перекат «Ильясовская мельница». Раньше в этом месте располагалась мельница — мельницы были на всех перекатах реки Осётр, от них остались деревянные опоры.

## Расположение
- Расстояние от административного центра поселения — посёлка совхоза «Астапово»
  - 12 км на северо-запад от центра посёлка
  - 24 км по дороге от границы посёлка (через Матыру, Асошники и Луховицы)
  - 17 км по дороге от границы посёлка(через Круглово, Нововнуково и Астапово)
- Расстояние от административного центра района — города Луховицы
  - 16 км на юго-запад от центра города
  - 18,5 км по дороге от границы города (через Матыру и Асошники)